# Cartodere australica
Cartodere australica is een keversoort uit de familie schimmelkevers (Latridiidae). De wetenschappelijke naam van de soort werd in 1887 gepubliceerd door Marie Joseph Paul Belon.